# Halls Of Frozen North
Halls of Frozen North - debiutancka płyta fińskiego zespołu Catamenia. Wydana została 20 stycznia 1998 roku przez Massacre Records.

## Lista utworów
1. Dreams of Winterland  - 3:30
2. Into Infernal  - 3:37
3. Freezing Winds of North  - 3:36
4. Enchanting Woods  - 3:38
5. Halls of Frozen North  - 3:06
6. Forest Enthroned  - 3:49
7. Awake in Dark  - 2:51
8. Song of the Nightbird  - 3:40
9. Icy Tears of Eternity  - 3:04
10. Burning Aura  - 3:36
11. Child of Sunset  - 2:36
12. Land of the Autumn Winds  - 3:50
13. Pimeä Yö  - 4:19
14. Outro  - 1:21

## Skład zespołu
- Mika Tönning - Wokal
- Riku Hopeakoski - Gitary
- Sampo Ukkola - Gitary
- Timo Lehtinen - Bas
- Toni Tervo - Perkusja
- Heidi Riihinen - Keyboards